# Ariane dei Paesi Bassi
Ariane dei Paesi Bassi (nome di battesimo in olandese: Ariane Wilhelmina Máxima Ines; L'Aia, 10 aprile 2007) è una principessa olandese.
È la terza figlia del re Willem-Alexander e della regina Maxima, nonché terza nella successione al trono dopo le sorelle maggiori Caterina Amalia e Alexia.

## Biografia

### Nascita e battesimo
È nata il 10 aprile 2007 al Bronovo Hospital a L'Aia. Il suo nome completo fu annunciato tre giorni dopo la nascita.
La principessa è stata battezzata il 20 ottobre 2007 dal reverendo Deodaat van der Boon a L'Aia, di fronte a più di 850 invitati. I suoi padrini e madrine sono Tijo barone Collot d’Escury, Antoine Frilling, Valerie Delger, Inés Zorreguieta e il granduca ereditario Guglielmo di Lussemburgo.

### Ricovero
Il 2 maggio 2007 la principessa è stata ricoverata presso il Leiden University Medical Centre per una sospetta infezione ad un polmone. È stata dimessa dall'ospedale il 5 maggio 2007 dopo un trattamento per un'infezione virale. Il 13 giugno 2007 Willem-Alexander e la moglie Maxima hanno pubblicamente ringraziato per il supporto. La coppia ha ricevuto oltre 30.000 lettere di sostegno. 
L'8 ottobre 2009 la principessa Ariane è stata nuovamente ricoverata durante la notte per un'infezione respiratoria.

### Educazione
La principessa ha frequentato la scuola primaria pubblica Bloemcampschool a Wassenaar e ha completato i primi quattro anni di scuola secondaria al Christeiljk Gymnasium Sorghvliet come le sue sorelle.
Dal 2023 al 2025 ha studiato in Italia al Collegio del Mondo Unito dell'Adriatico, diplomandosi con un baccalaureato internazionale. Parla fluentemente l'olandese, l'inglese e sta studiando lo spagnolo.

## Titoli, trattamento e stemma

### Titoli
- 10 aprile 2007 – attuale: Sua Altezza Reale Principessa Ariane dei Paesi Bassi, Principessa di Orange-Nassau

Con il Decreto Reale del 25 gennaio 2002, n. 41, viene deciso che tutti i figli del principe Guglielmo Alessandro portino il titolo di principe (o principessa) dei Paesi Bassi e principe (o principessa) di Orange-Nassau.

## Ascendenza
|                                    |                                   |                                    | Genitori                                 |  |  | Nonni |  |  | Bisnonni                |  |  | Trisnonni           |  |
|                                    |                                   |                                    |                                          |  |  |       |  |  | Claus Felix von Amsberg |  |  | Wilhelm von Amsberg |  |
|                                    |                                   |                                    |                                          |  |  |       |  |  | Claus Felix von Amsberg |  |  | Wilhelm von Amsberg |  |
|                                    |                                   | Elise von Vieregge                 |                                          |  |  |       |  |  | Claus Felix von Amsberg |  |  |                     |  |
| Claus van Amsberg                  |                                   |                                    |                                          |  |  |       |  |  | Claus Felix von Amsberg |  |  |                     |  |
|                                    |                                   | Gösta von dem Bussche-Haddenhausen | George von dem Bussche-Haddenhausen      |  |  |       |  |  |                         |  |  |                     |  |
|                                    |                                   | Gösta von dem Bussche-Haddenhausen | George von dem Bussche-Haddenhausen      |  |  |       |  |  |                         |  |  |                     |  |
|                                    |                                   | Gösta von dem Bussche-Haddenhausen | Gabriele von dem Bussche-Ippenburg       |  |  |       |  |  |                         |  |  |                     |  |
| Willem-Alexander dei Paesi Bassi   |                                   | Gösta von dem Bussche-Haddenhausen |                                          |  |  |       |  |  |                         |  |  |                     |  |
|                                    |                                   | Bernhard van Lippe-Biesterfeld     | Bernardo di Lippe-Biesterfeld            |  |  |       |  |  |                         |  |  |                     |  |
|                                    |                                   | Bernhard van Lippe-Biesterfeld     | Bernardo di Lippe-Biesterfeld            |  |  |       |  |  |                         |  |  |                     |  |
|                                    |                                   | Bernhard van Lippe-Biesterfeld     | Armgard di Sierstorpff-Cramm             |  |  |       |  |  |                         |  |  |                     |  |
| Beatrice dei Paesi Bassi           |                                   | Bernhard van Lippe-Biesterfeld     |                                          |  |  |       |  |  |                         |  |  |                     |  |
|                                    |                                   | Giuliana dei Paesi Bassi           | Enrico di Meclemburgo-Schwerin           |  |  |       |  |  |                         |  |  |                     |  |
|                                    |                                   | Giuliana dei Paesi Bassi           | Enrico di Meclemburgo-Schwerin           |  |  |       |  |  |                         |  |  |                     |  |
|                                    |                                   | Giuliana dei Paesi Bassi           | Guglielmina dei Paesi Bassi              |  |  |       |  |  |                         |  |  |                     |  |
| Ariane dei Paesi Bassi             |                                   | Giuliana dei Paesi Bassi           |                                          |  |  |       |  |  |                         |  |  |                     |  |
|                                    | Juan Antonio Zorreguieta Bonorino | Amadeo Zorreguieta Hernández       |                                          |  |  |       |  |  |                         |  |  |                     |  |
|                                    | Juan Antonio Zorreguieta Bonorino | Amadeo Zorreguieta Hernández       |                                          |  |  |       |  |  |                         |  |  |                     |  |
|                                    | Juan Antonio Zorreguieta Bonorino | Máxima Blanca Bonorino González    |                                          |  |  |       |  |  |                         |  |  |                     |  |
| Jorge Zorreguieta                  | Juan Antonio Zorreguieta Bonorino |                                    |                                          |  |  |       |  |  |                         |  |  |                     |  |
|                                    |                                   | Cesira Maria Stefanini Borella     | Oreste Stefanini                         |  |  |       |  |  |                         |  |  |                     |  |
|                                    |                                   | Cesira Maria Stefanini Borella     | Oreste Stefanini                         |  |  |       |  |  |                         |  |  |                     |  |
|                                    |                                   | Cesira Maria Stefanini Borella     | Tullia Carolina Borella                  |  |  |       |  |  |                         |  |  |                     |  |
| Máxima dei Paesi Bassi             |                                   | Cesira Maria Stefanini Borella     |                                          |  |  |       |  |  |                         |  |  |                     |  |
|                                    |                                   | Jorge Horacio Cerruti de Sautu     | Santiago Anastasio Cerruti Ponce de León |  |  |       |  |  |                         |  |  |                     |  |
|                                    |                                   | Jorge Horacio Cerruti de Sautu     | Santiago Anastasio Cerruti Ponce de León |  |  |       |  |  |                         |  |  |                     |  |
|                                    |                                   | Jorge Horacio Cerruti de Sautu     | María de las Mercedes de Sautu Martínez  |  |  |       |  |  |                         |  |  |                     |  |
| María del Carmen Cerruti Carricart |                                   | Jorge Horacio Cerruti de Sautu     |                                          |  |  |       |  |  |                         |  |  |                     |  |
|                                    |                                   | María del Carmen Carricart Cieza   | Domingo Carricart Etchart                |  |  |       |  |  |                         |  |  |                     |  |
|                                    |                                   | María del Carmen Carricart Cieza   | Domingo Carricart Etchart                |  |  |       |  |  |                         |  |  |                     |  |
|                                    |                                   | María del Carmen Carricart Cieza   | María del Carmen Cieza Rodríguez         |  |  |       |  |  |                         |  |  |                     |  |
|                                    |                                   | María del Carmen Carricart Cieza   |                                          |  |  |       |  |  |                         |  |  |                     |  |